# Gaojialing Manzu Xiang
Gaojialing Manzu Xiang (kinesiska: 高家岭满族乡, 高家岭) är en socken i Kina. Den ligger i provinsen Liaoning, i den nordöstra delen av landet, omkring 300 kilometer sydväst om provinshuvudstaden Shenyang. Antalet invånare är 14944. Befolkningen består av 7 111 kvinnor och 7 833 män. Barn under 15 år utgör 17,0 %, vuxna 15-64 år 71 %, och äldre över 65 år 10,0 %.
Genomsnittlig årsnederbörd är 736 millimeter. Den regnigaste månaden är juli, med i genomsnitt 195 mm nederbörd, och den torraste är januari, med 4 mm nederbörd.